# 旧露清銀行上海支店ビル
露清銀行ビル（ろしんぎんこう-）は中華人民共和国上海市外灘地区に位置する建築物。上海では番地で呼ばれることも多く外灘15号とも称される。敷地面積は5018m2。新古典主義建築的な構造をしている。三階建て。イオニア式の円柱で装飾されている。
南のインドシナ銀行と近代の中国分割を競った北の露清銀行は、創設時にパリ割引銀行の上海支店を吸収したが、用に足りず外灘29号のインドシナ銀行ビルでも経営を行っていた。1898年インドシナ銀行と営業圏住み分けを協定し、翌1899年に15号地を購入、1902年までにこのビルを建築した。
その後1926年に露清銀行は倒産、その後1928年に中国為替取引場が開設され、更にその後貿易センター、上海航空局が使用している。